# 拉布维尔
拉布维尔（法語：Labbeville，法語發音：[labvil] ⓘ）是法国法兰西岛大区瓦兹河谷省的一个市镇，属于蓬图瓦兹区。

## 地理
拉布维尔（49°8'5"N, 2°8'35"E）面积8.07 平方千米，位于法国法蘭西島大區瓦兹河谷省，该省份为法国北部内陆省份，北起瓦兹省，西接厄尔省，南至塞纳-圣但尼省、上塞纳省和伊夫林省，东临塞纳-马恩省。
与拉布维尔接壤的市镇（或旧市镇、城区）包括：弗鲁维尔、韦克桑地区埃鲁维尔、默努维尔、内勒拉瓦莱、瓦朗古雅尔。

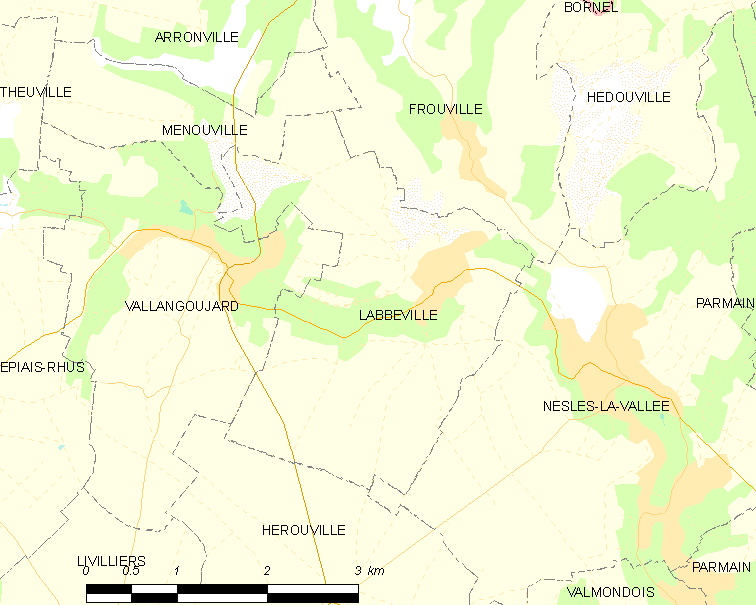
拉布维尔的OSM定位图

拉布维尔的时区为UTC+01:00、UTC+02:00（夏令时）。

## 行政
拉布维尔的邮政编码为95690，INSEE市镇编码为95328。

## 政治
拉布维尔所属的省级选区为圣旺洛莫讷县。

## 人口

1962-2008年间拉布维尔人口变化图示

拉布维尔于2022年1月1日时的人口数量为641人。